# 表銀座

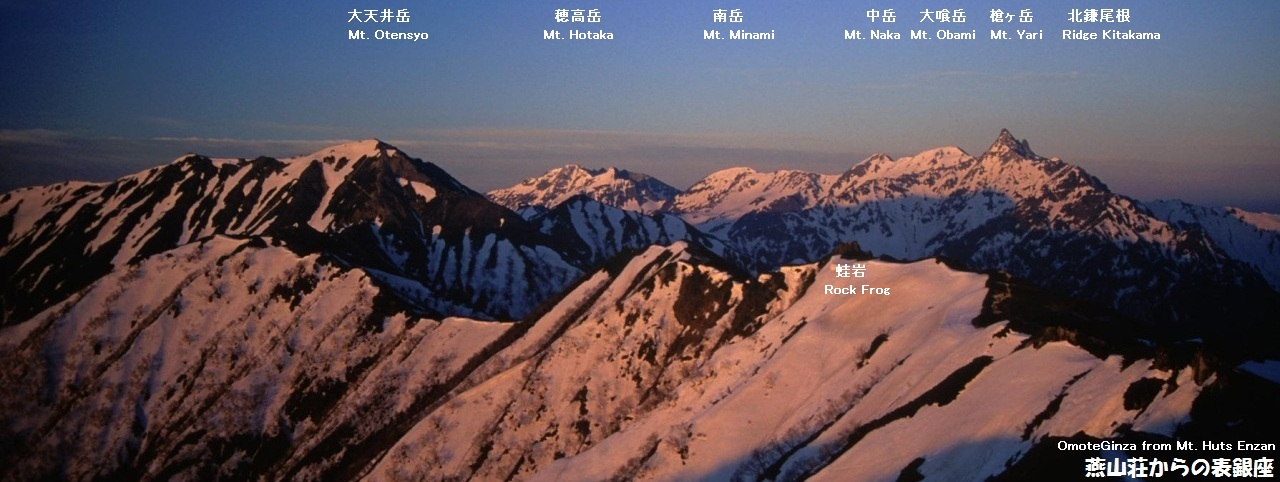
燕山荘からの表銀座の稜線

表銀座縦走コース（おもてぎんざじゅうそうコース）とは、北アルプス山麓の中房温泉を起点とし、合戦尾根を登り常念山脈を大天井岳まで縦走し、東鎌尾根の喜作新道を経て槍ヶ岳へ至る登山コースの名称である。
単に表銀座と呼ばれることも多い。またこの場合は、単に登山コースの意味だけでなく、広く山群を指し示すこともある。

## 表銀座縦走コースの経路

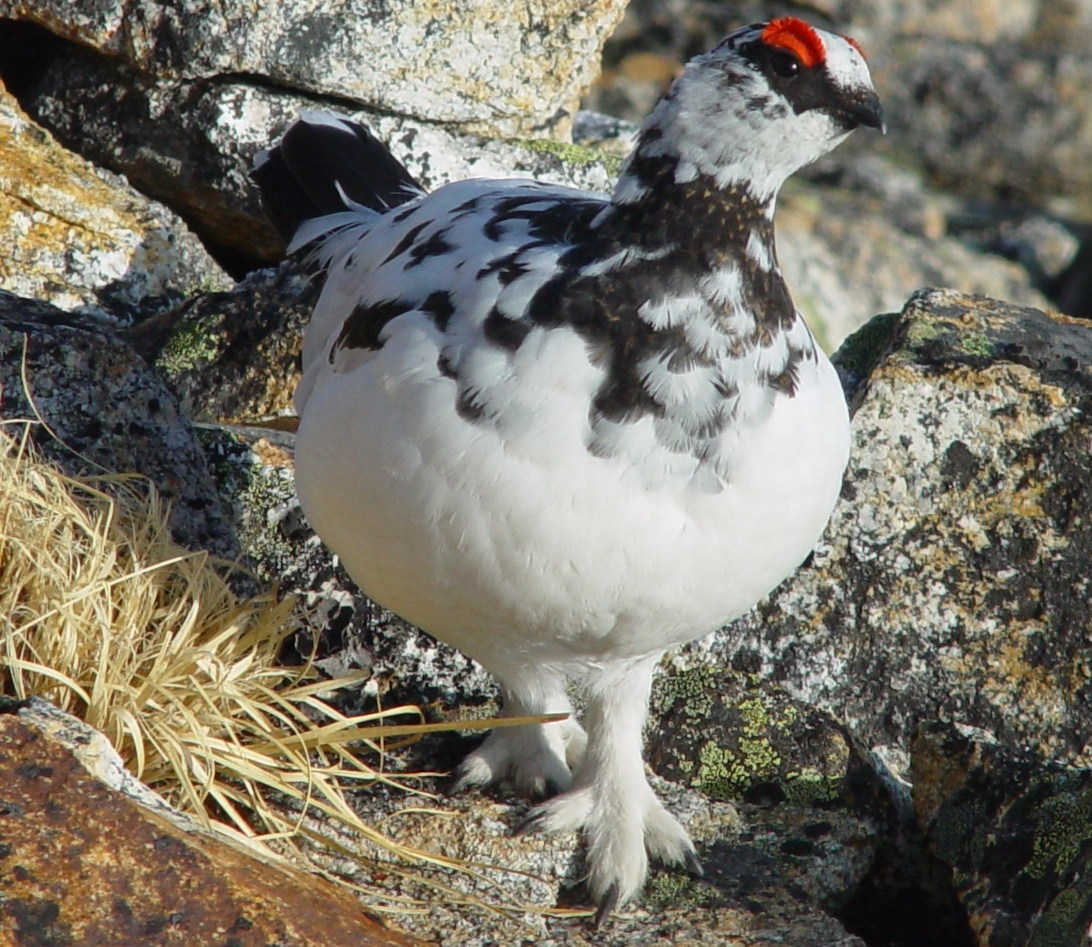
燕岳のハイマツ帯に生息するライチョウ

稜線歩きを楽しみながら燕岳から槍ヶ岳をめざす縦走路は、「表銀座縦走コース」や「アルプス銀座」などと呼ばれる人気のコースで、多くの登山ガイド本などで2泊3日程度のコースとして紹介されている。中部山岳国立公園内のルートである。下山ルートとしては、槍沢から上高地へ至るルートや飛騨沢から新穂高温泉へ至るルートなどがある。
- 中房温泉 - 合戦尾根 - 燕山荘（燕岳往復） - 蛙岩 - 切通岩（小林喜作のレリーフ） - （大天井岳） - 大天井ヒュッテ - 赤岩岳 - 西岳ヒュッテ（西岳） - 水俣乗越 - ヒュッテ大槍 - 槍ヶ岳山荘 - 槍ヶ岳

稜線上は森林限界を越える高山帯で、ハイマツやコマクサ、クモマスミレ、シナノキンバイなどの高山植物が分布している。ハイマツ帯は特別天然記念物のライチョウの生息地で、稜線ではイワヒバリ、ニホンザルなども見られる。

## 小林喜作と喜作新道

### 小林喜作
1875年（明治8年）長野県南安曇郡西穂高村（現在の安曇野市）牧に生まれ、17歳からカモシカ・クマなどの猟師をしていた。息子の一男と共に大天井岳から槍ヶ岳に直接至る東鎌尾根に喜作新道を開設した。鍬・鶴嘴・鳶口・手斧などを用い人力で、1917年（大正6年）に工事を開始し、1920年（大正9年秋）に完成させた。1921年（大正10年秋）には、殺生小屋を完成させた。山案内人として、1920年に槍ヶ岳の北鎌尾根の初下降及び1922年の初登攀のサポートを行った。陸地測量部の測量官らと共に北アルプスの測量作業にも参加した。1918年（大正7年）7月に、槍ヶ岳山荘の創設者の穂苅三寿雄の穂高連峰縦走の案内人を務めた際に「北アルプスで登れない山は一個もない。ただ野口五郎岳の西沢だけは登っても下ることができない。」と語り、北アルプスの隅々まで猟師として歩き回っていたことがうかがえる。

### 喜作新道による効果
喜作新道の開設以前の槍ヶ岳への登頂ルートは、中房温泉を起点とした4日を要するルートであった。
- 中房温泉 - 合戦尾根 - 大天井岳 - 東大天井岳 - 二ノ俣尾根 - 二ノ俣谷 - 槍沢 - 槍ヶ岳

1919年7月27日に山田利一が、横通岳と常念岳との鞍部にある常念坊乗越小屋（現常念小屋）を開業させると、常念乗越から一ノ俣谷から中山乗越を経て二ノ俣に至るルートが加わった。1920年秋に喜作新道が開設されると、中房温泉から槍ヶ岳へは健脚者なら1日程度で到達することも可能となり人の流れが大きく変わった。これに伴い、ルートからはずれた常念坊乗越小屋や槍沢小屋の利用者は減少することになった。表銀座は訪れる利用者が増え銀座の名の通り賑やかな槍ヶ岳へのメインの登頂ルートとなり、この経路上の山小屋も賑わった。

### その後の槍ヶ岳へのルート
1924年に釜トンネルが開通し、その後上高地まで乗合バスが運行されると上高地から横尾から槍沢を経て槍ヶ岳に至るルートが用いられている。また新穂高温泉から槍平小屋と飛騨乗越を経て槍ヶ岳へ至るルートなども用いられている。水俣乗越付近には鉄の梯子や鎖、東鎌尾根には木製の丸太の階段などの登山道の整備が行われている。表銀座と比較して利用者が少ないブナ立尾根からの槍ヶ岳への登頂ルートは裏銀座と呼ばれている。

## 表銀座の山々
表銀座のルート上及び周辺の主な山は以下である。
| 山容 | 山名     | 標高 (m) | 三角点等級 基準点名 | 中房温泉からの 方角と距離(km) | 備考                          |
| ---- | -------- | -------- | ------------------- | ----------------------------- | ----------------------------- |
|      | 燕岳     | 2,762.85 | 二等 「燕岳」       | 西北西 3.3                    | 日本二百名山                  |
|      | 大天井岳 | 2,921.91 | 三等 「天章山」     | 南西 5.3                      | 常念山脈の最高峰 日本二百名山 |
|      | 赤岩岳   | 2,768.7  | 三等 「筆波美」     | 南西 8.0                      |                               |
|      | 西岳     | 2,758    |                     | 南西 8.8                      |                               |
|      | 槍ヶ岳   | 3,180    |                     | 西南西 10.7                   | 日本百名山                    |

## 表銀座の山小屋
表銀座の登山ルート上に以下の山小屋があり、いくつかの山小屋にはキャンプ指定地が併設されている。稜線上に水場はなく、山小屋で水を入手することができる。
| 画像 | 名称           | 所在地                  | 標高 (m) | 中房温泉からの 方角と距離(km) | 収容 人数 | キャンプ 指定地 | 備考                              |
| ---- | -------------- | ----------------------- | -------- | ----------------------------- | --------- | --------------- | --------------------------------- |
|      | 合戦小屋       | 合戦尾根                | 2,380    | 西 0.9                        |           | 3張             | 荷揚げ用ケーブル 休憩所・売店のみ |
|      | 燕山荘         | 合戦尾根の頂上          | 2,700    | 西 1.8                        | 600       | 40張            | 1921年開業                        |
|      | 大天荘         | 大天井岳山頂 直下南     | 2,850    | 南西 5.2                      | 200       | 50張            | 安曇野市                          |
|      | 大天井ヒュッテ | 大天井岳直下西          | 2,650    | 南西 5.8                      | 100       | なし            | 1957年開業                        |
|      | ヒュッテ西岳   | 西岳直下南              | 2,680    | 南西 8.9                      | 70        | 30張            | 1923年開業                        |
|      | ヒュッテ大槍   | 東鎌尾根・雷鳥平        | 2,870    | 南西 10.4                     | 100       | なし            | 1922年開業                        |
|      | 槍ヶ岳山荘     | 槍ヶ岳山頂直下 南側の肩 | 3,060    | 西南西 10.9                   | 650       | 30張            | 1926年開業                        |

## 表銀座の風景
合戦尾根の頂上の燕山荘から先は、大部分で槍ヶ岳を眺めながらの稜線歩きとなる。
|                                       |                                         |                               |
| 燕岳から延びる表銀座 大天井岳から望む | 槍ヶ岳へと延びる表銀座 大天井岳から望む | 槍ヶ岳の東鎌尾根 西岳から望む |